# Fever Crumb
Die Fever Crumb-Reihe ist eine aus drei in sich abgeschlossenen Büchern bestehende, futuristische Erzählung des Autors Philip Reeve aus den Jahren 2009–2011.
Die bisher nur in englischer Sprache erschienenen Romane erzählen eine Vorgeschichte zum Mortal Engines-Quartett desselben Schriftstellers. Titelgebende Hauptperson ist die anfangs vierzehnjährige Fever Crumb, die die Umwandlung Londons in eine mobile Stadt erlebt. Ein vierter Band war geplant, doch Reeve twitterte im März 2020, kein weiteres Buch über Fever Crumb zu veröffentlichen, da zu viel Zeit seit dem letzten Buch vergangen und es für ihn zu schwierig sei, sich wieder in die Welt von Mortal Engines hineinzudenken.
Der erste Band Fever Crumb kam auf die Auswahlliste „Notable Children's Books“ des Jahres 2011 der American Library Association im Bereich „Older Readers“ (11 bis 14 Jahre).
Als Lesereihenfolge der Bücher des Mortal Engines-Universums empfiehlt Reeve die Reihenfolge des Erscheinens, also zuerst das später spielende Mortal Engines-Quartett zu lesen und erst im zweiten Schritt die Fever Crumb-Reihe.

## Handlung
Die Geschichte spielt tausende Jahre nach einem Sechzig-Minuten-Krieg, in dem die alte Welt zugrunde ging. Der Entwicklungsstand in Europa ist auf ein beinahe vorindustrielles Niveau zurückgefallen. Einerseits wird Old Tech eingesetzt, andererseits wird die alte Technologie wegen der furchtbaren Folgen in der Vergangenheit abgelehnt. Zweihundert Jahre vor dem Beginn der Geschichte haben die sogenannten Scrivener London erobert und herrschen seit dieser Zeit über die 60.000 Bewohner der Stadt. Vierzehn Jahre vor Fever Crumbs Geburt kommt es zu einem Aufstand, bei dem nahezu alle Scrivener getötet werden. Die Londoner Bevölkerung übernimmt selbst die Macht über die Stadt. Zu Beginn der Erzählung ist die Eigenständigkeit durch ein Volk der Nomaden aus dem Norden gefährdet.
Die Zeitrechnung Traktionszeit (TZ) beginnt mit der ersten Verwendung von Dampfmaschinen statt Tieren zur Fortbewegung der Transportfahrzeuge der europäischen Nomaden.

### Fever Crumb
Dieser Band spielt im Jahr 477 TZ.
Nachdem der Ingenieur Gideon Crumb die zur Führungsschicht gehörende Wavey Godshawk vor der Londoner Bevölkerung gerettet hatte, wurde er als Assistent für die Sortierung von Old Tech zu den Scrivenern geholt. Die beiden begannen eine Liebschaft, doch als der Anführer der Scrivener, Auric Godshawk, davon erfuhr, verwies er Crumb des Hauses. Wavey gebar Fever Crumb. Als bei einem Aufstand der Londoner nahezu alle Scrivener getötet wurden, ließ Wavey ihr Baby über Umwege dem Vater zukommen, der es im Gedankengut der Ingenieure aufzog. Eine Narbe an Fevers Hinterkopf lässt vermuten, dass ihr Großvater ihr alte Stalker-Technologie implantiert hat. Als die vierzehnjährige Fever vom Archäologen Kit Solent zur Mithilfe angefordert wird, setzt die vorliegende Erzählung ein. Er möchte eine von ihm wiederentdeckte Werkstatt von Auric Godshawk öffnen. Bagman Creech, ein alternder Scrivener-Jäger, und sein Assistent Charley Shallow observieren die ihnen verdächtige Fever, und als sie sie sicher als Scrivener einordnen, versuchen sie sie zu töten. Der auf der Flucht tödlich verletzte Kit und Fever können in das Haus der Ingenieure flüchten. Von dort fliehen sie in einem Ballon und gelangen zu den London belagernden Nomaden, die von Landadmiral Nicola Quercus angeführt werden. Hier trifft Fever erstmals ihre Mutter Wavey, die ihre Fähigkeiten dem Anführer zur Verfügung gestellt hat; und die aus dem seinen Verletzungen erlegenen Kit den Stalker Shrike erschafft. Quercus hörte von Aurics Plänen, aus London eine fahrende Stadt zu machen. Aus diesem Grund erobert er London und gelangt mit Fevers eingepflanzten Erinnerungen in Aurics Werkstatt. In der Nähe davon lauert Charley der jungen Ingenieurin auf und zerstört mit einer Magnetpistole das ihr als Baby eingesetzte künstliche Zusatzgehirn. Sie flüchtet aus London und schließt sich einer Schauspielertruppe an.

### A Web of Air
Dieser Band spielt zwei Jahre später im Jahr 479 TZ.
Als Kind überlebte Arlo als Einziger einen Tsunami, der die Insel seiner Schiffsbauerfamilie traf. Statt Schiffen entwickelt er später heimlich an seinem Wohnort Mayda, das im Bereich des früheren Portugal liegt, ein motorisiertes Flugzeug. Fever Crumb erfährt von seiner Tätigkeit, als sie mit der Schauspieltruppe im Ort gastiert. Das Thema reizt sie mehr als die Beleuchtung der Bühne, für die sie zuständig ist, und so kontaktiert sie den Erfinder. Er steht ihr erst ablehnend gegenüber, denn er fürchtet Spionage und Sabotage. Tatsächlich wurden Flugzeugbauer an anderen Orten von einem Londoner Agenten getötet, da Flugzeuge das mobile London gefährden würden. Der Händler Jago Belkin wiederum versucht für eine Verbrecherorganisation die Baupläne zu stehlen. Daher fliehen Arlo und Fever auf die Insel seiner verstorbenen Eltern, um dort das Flugzeug zu vollenden. Ist es erst einmal fertig und allen bekannt, könne niemand mehr die Möglichkeit des Fliegens verleugnen, so die Theorie der beiden. Jago erfährt von ihrem Aufenthaltsort und folgt ihnen in einem Schiff, kommt beim Angriff auf die Insel jedoch um. Fever versucht mit dem Flugzeug nach Mayde zu fliegen, wird von Jagos Männern abgeschossen und von einem Londoner Schiff aus dem Meer gerettet. Um Arlos Leben zu schützen, schürt sie in der Bevölkerung den Glauben, dass die Meeresgöttin das Fliegen ablehnt. Arlo kann ihr nicht verzeihen, obwohl sich vorher Zeichen von Verliebtheit zwischen den beiden zeigten, und verlässt sie ohne Abschied. Fever kehrt nach London zurück.

### Scrivener's Moon
Dieser Band spielt in den Jahren 479 und 480 TZ.
Als in London Gerüchte von einer nach langer Zeit wieder zugänglichen Pyramide im Norden bekannt werden, in der Wissen der Ahnen bewahrt sein soll, machen sich Wavey und ihre Tochter Fever auf den Weg.
In einem der nördlichen Nomadenstämme, Arkhangelsk, hat die Tochter eines Fürsten Visionen vom alles verschlingenden London. Als Prophetin vereint Cluny Morvish mehrere Stämme, um London zu vernichten. Auch Londons Offizier Rufus Ravon schließt sich mit seinen Truppen der Streitmacht an. In seine Hände fallen die zur Pyramide ziehenden Wavey und Fever. Die Ingenieurin befürchtet einen Mord an ihnen beiden, bringt bei der Flucht mehrere Wachen um. Doch sie wird gestellt und kommt selbst ums Leben. Cluny findet die entkommene Fever und reist mit ihr zur Pyramide, dem Scrivener's Institut. Die Ahnen haben dort nach dem vernichtenden Krieg auf künstlichem Weg genetisch angepasste Menschen erschaffen, denen Radioaktivität weniger schadet, und die mit wenig Licht und Kälte gut zurechtkommen. Das Ergebnis waren die Scrivener. Die Jahrtausende überlebt hatten die Scrivener, die London eroberten, und auch die Nightwights, die in Höhlen in der Nähe der Pyramiden hausen.
Die Nomadenstreitmacht begibt sich auf den Weg nach London. Durch Sabotage werden Ravon und seine Landschiffe vernichtet. Die verbliebenen Krieger werden von einer Vorhut Londons aufgehalten, ehe die erstmals fahrende, noch unfertige Stadt auftaucht und den Rest der Nomadenstreitmacht vernichtet. Fever kehrt nach London zurück. Cluny gerät in Gefangenschaft und soll hingerichtet werden. Daher befreit sie Fever und flüchtet mit ihr von London. Mit den Resten Arkhangelsk ziehen sie sich in das für die Traktionsstadt London nicht zugängliche Gelände bei der Pyramide zurück und fangen dort ein neues Leben an.
In diesem dritten Band verliebt sich Fever in das Nomadenmädchen Cluny, weiß aber anfangs nicht wirklich, ob dies nicht durch Aurics Erinnerungen in ihrem Kopf, also seine Vorliebe für junge Frauen, ausgelöst wird. Cluny sieht Fever jedoch mehr als Schwester.

## Rezensionen
Der erste Band Fever Crumb sei eine „großartige Lektüre“, „voller Bösewichte, Verfolgungsjagden und Geheimnissen“, wie Frank Cottrell Boyce auf The Guardian schreibt. Dash Cooray hebt im ersten Buch die „wunderschön erdachten Beschreibungen des zukünftigen Londons hervor“. Reeves „lebendiger und bildhafter Schreibstil“ werde „immer vollendeter und flüssiger“ hebt Christina Hardyment hervor. Auch die sich über Jahrhunderte verändernden Ortsnamen wie Pickled Eel Circus und Hampster’s Heath betont sie in positiver Weise.
Der Rezensent des zweiten Bands A Web of Air auf Kirkus findet, dass die Beschreibung romantischer Szenen den bereits „hervorragenden Schreibstil“ des Autors zum Glänzen bringt. Dieses Buch sei „fantasievoll, einfallsreich und aufregend“.
Während das Lesen des zweiten Bandes eher vergnüglich war, nähert sich das dritte Buch mehr den dunklen Ursprüngen der Ausgangsserie Mortal Engines-Quartett an, wie Rhys auf thirst for fiction schreibt. Er hebt die mehr die Charaktere betonende Schreibweise hervor, die dennoch eine großartige Geschichte ermöglicht. Wenig begeistert zeigt er sich für seiner Ansicht nach kitschig und kindisch klingenden Wortspiele wie Hampster's Heath. Auch die Rezension auf Kirkus sieht eine ruhiger und düsterer werdende Geschichte mit viel Gewalt und wenig glücklichen Momenten, die für den Leser dennoch unterhaltsam und befriedigend sei.

## Buchausgaben
- Fever Crumb. Band 1. Scholastic, 2009, ISBN 978-1-4071-0242-9.
- A Web of Air. Band 2. Scholastic, 2010, ISBN 978-1-4071-1517-7.
- Scrivener's Moon. Band 3. Scholastic, 2011, ISBN 978-1-4071-2157-4.